# Rudeau-Ladosse
Rudeau-Ladosse é uma comuna francesa na região administrativa da Nova Aquitânia, no departamento Dordonha. Estende-se por uma área de 13,5 km². Em 2010 a comuna tinha 162 habitantes (densidade: 12 hab./km²).